# کنسی بوبو
کنسی بوبو (انگلیسی: Kensie Bobo؛ زادهٔ ۱۵ اکتبر ۱۹۹۲) بازیکن فوتبال اهل هائیتی است.
وی همچنین در تیم ملی فوتبال Haiti بازی کرده‌است.